# 中村武志 (小説家)
中村 武志（なかむら たけし、1909年（明治42年）1月15日 - 1992年（平成4年）12月11日）は、日本の小説家、国鉄職員である。長野県東筑摩郡片丘村（現・塩尻市）出身。

## 来歴
旧制松本中学校（現・長野県松本深志高等学校）卒業。1926年（大正15年）、国鉄（当時は鉄道省）東京鉄道局に就職し、1964年（昭和39年）に定年退職するまで国鉄に勤務する。在職しながら1932年に法政大学高等師範部国語漢文科を卒業。
1933年頃に内田百閒の随筆を読んで心酔し、1937年に初めて面会。その頃中村はすでに百閒をまねた随筆を国鉄の社内報に書き始めていた。戦後の1951年、『埋草随筆』を自費出版した折には百閒に頼み込んで序文を書いてもらっている。1954年に出版した『小説サラリーマン目白三平』がヒットし、以後シリーズ化する。1955年には映画化もされた。
この頃、国鉄での中村の部下が、百閒の『阿房列車』シリーズで「ヒマラヤ山系」として知られた平山三郎であった。平山は『阿房列車』に何度も同行したが、中村はすべて見送りのみで、作中では百閒から「見送亭（けんそうてい）夢袋（むたい）」という名前で呼ばれている。
1952年（昭和27年）の鉄道80周年記念の東京駅一日名誉駅長に百閒が就任する際、中村が百閒を推薦した。
百閒の没後、著作権管理者となり、長らく「百閒の遺志」として「旧字・旧かな」での出版を固守してきた点を改め、文庫本に限り「新字・新かな」での刊行を決断している。
1964年に国鉄を定年退職。また、1966年に東京間借人協会会長を務め、1969年にサラリーマン同盟を結成し、土地・住宅問題の市民運動に積極的に参加する。1972年の第33回衆議院議員総選挙に東京9区から民社党で、1977年の第11回参議院議員通常選挙に全国区から革新自由連合で、1983年の第13回参議院議員通常選挙に比例代表から第二院クラブで立候補したがいずれも落選した。
1992年12月11日、83歳で死去。

## 著書

### 目白三平シリーズ
- 『小説サラリーマン目白三平』光文社カッパ・ブックス（1954年）
- 『目白三平ものがたり』新潮社（1955年）
- 『目白三平のあけくれ』講談社、1957年
- 『目白三平の共稼ぎ』新潮社（1957年）
- 『目白三平のおしゃべり帖』実業之日本社、1958年
- 『目白三平の秘密』講談社（1959年）
- 『目白三平の四季』講談社（1959年）
- 『目白三平の日日』新潮社（1962年）
- 『目白三平のぬかみそ』春陽堂書店（1962年）
- 『目白三平の生活と意見 奥さま族30戒』読売新聞社（1963年）
- 『目白三平の海外旅行』新潮社（1964年）
- 『目白三平茶の間騒動記』桃源社（1966年）
- 『目白三平おかしな話』現文社（1967年）
- 『目白三平実益パリ案内』千趣会（1970年）
- 『目白三平鉄道物語』新人物往来社（1971年）
- 『目白三平の日本列島改造論批判』週刊住宅新聞社（1971年）
- 『目白三平駅弁物語』平河出版社（1975年）、旺文社文庫で再刊
- 『目白三平素敵なすてきな夫婦の大ゲンカ』住宅新報社（1976年）
- 『目白三平イチャモン帖 声なき間借人の反抗』住宅新報社（1977年）
- 『目白三平二足のワラジのすすめ』時事通信社（1979年）
- 『目白三平浮気亭主と探偵女房』時事通信社（1980年）、新編「女房がつけた探偵」旺文社文庫
- 『目白三平随筆　正・続』（論創社、1989年）。新編再刊
- 『目白三平随筆・愛しき遺髪よ』（講談社文庫、1990年）。自選集
- 『目白三平随筆・男はいつも孫悟空』（講談社文庫、1993年3月）。自選集

### その他著書
- 『沢庵のしっぽ』四季社（1954年）
- 『いわしの頭』新潮社（1955年）
- 『ぬかみそ帳』新潮社（1956年）
- 『うちの女房』講談社（1956年）
- 『亭主のためいき』実業之日本社（1956年）
- 『著者多忙』えくらん社（1961年）
- 『あなたもサラリーマン』朝日新聞社（1962年）
- 『男の立場』大和書房（1975年）
- 『ふだん着のパリ』朝日ソノラマ（1975年）、旺文社文庫で再刊
- 『いざ、熟年亭主諸君！』講談社（1984年）
- 『百鬼園先生と目白三平』旺文社文庫（1986年）
  - 『内田百閒と私』（岩波書店同時代ライブラリー、1993年4月）、※増補版・遺著
- 『引越 日本の名随筆別巻24』（作品社、1993年2月）、編著
- 『女房のヤキモチ』（福武文庫、1993年4月）、選集（エッセイ集）